# Bettie Wilson
Bettie Wilson (nascida Rutherford; 13 de setembro de 1890 – 13 de fevereiro de 2006) foi uma supercentenária americana que era a segunda pessoa mais velha dos Estados Unidos e a terceira pessoa mais velha do mundo, depois de María Capovilla e Elizabeth Bolden.

## Biografia
Bettie nasceu em 13 de setembro de 1890, no Condado de Benton, no Mississippi, filha dos escravos libertos Solomon e Delia Rutherford.
Ele teve pouca educação formal e se ensinou a ler e a escrever. Ela se casou com Rufus Rogers, e o casal teve um filho antes de Rufus morrer. Ela então se casou com o Rev. Dewey Wilson em 1922, e o casal teve dois filhos. Eles permaneceram casados por 72 anos até sua morte aos 93 anos. No final de abril de 2005, a Sra. Wilson se mudou para uma nova casa financiada por doações.
Em seus últimos anos, a Sra. Wilson foi entrevistada pela Universidade do Mississippi e pela Universidade do Estado da Geórgia e suas lembranças são agora uma parte dos arquivos da história oral na Universidade do Mississippi. A bengala da Sra. Wilson foi dito ser esculpida à mão por escravos. Ela apareceu no livro de 2005 "Sabedoria dos mais velhos do mundo", de Jerry Friedman.
Wilson morreu de insuficiência cardíaca congestiva em 13 de fevereiro de 2006. Ela foi sobrevivida por seu filho Willie Rogers, de 96 anos de idade.